# TempleOS
TempleOS (anciennement J Operating System, SparrowOS et LoseThos) est un système d'exploitation léger de thème biblique conçu pour être le Troisième Temple prophétisé dans la Bible. Il a été créé par le programmeur américain Terry A. Davis, qui l'a développé seul pendant une dizaine d'années. Durant la programmation Terry A. Davis a affirmé avoir vécu une série d'épisodes qu'il a décrits plus tard comme une révélation de Dieu. 
Le système a été caractérisé comme un Commodore 64 x86-64 moderne, utilisant une interface similaire à un mélange de DOS et de Turbo C. Davis a proclamé que les caractéristiques du système, telles que sa résolution 640×480, son écran 16 couleurs et sa voix unique, lui étaient explicitement expliquées par Dieu. Il était programmé avec une variante originale de C (nommée HolyC) à la place de BASIC et incluait un simulateur de vol, un compilateur et un noyau originaux. 
Il a d'abord été publié sous le nom J Operating System en 2005, puis renommé TempleOS en 2013  et mis à jour jusqu'en 2017.
Terry A. Davis est décédé le 11 août 2018.

## Contexte

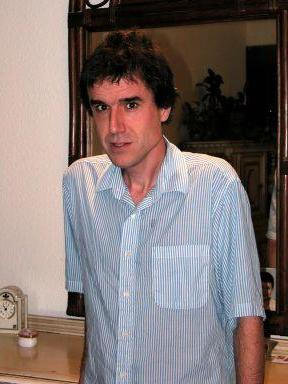
Terry A. Davis vers 2000

Terry A. Davis (1969-2018) a commencé à subir régulièrement des épisodes maniaques en 1996, qui l'ont conduit à de nombreux séjours dans des hôpitaux psychiatriques.
Initialement diagnostiqué avec un trouble bipolaire, il a plus tard été déclaré schizophrène et est resté sans emploi pendant le restant de sa vie. Il a souffert de délires dans lesquels il se voyait poursuivi par des extra-terrestres et des agents de l'État. Cela l’a conduit à être brièvement hospitalisé pour ses problèmes de santé mentale,.
Après avoir fait l'expérience d'une révélation auto-décrite, Il a proclamé qu'il était en communication directe avec Dieu, et que Dieu lui avait dit que le système d'exploitation était pour le troisième temple de Dieu.
Terry A. Davis a commencé à développer TempleOS vers 2003. L'un de ses premiers noms était J Operating System avant de le rebaptiser LoseThos, une référence à une scène du film Platoon de 1986. En 2008, Terry A. Davis écrivait que LoseThos était "[...] principalement destiné à la fabrication de jeux vidéo. Il n'a pas de support réseau ou Internet. En ce qui me concerne, ce serait réinventer la roue". Un autre nom qu'il utilisait était SparrowOS pour finalement prendre le nom de TempleOS. 
Mi-2013, sur son site Internet, il annonce : « Le temple de Dieu est fini. Maintenant, Dieu tue la CIA jusqu'à ce que ça se répande. »
Davis meurt après avoir été heurté par un train le 11 août 2018.

## Vue d'ensemble du système
TempleOS est en 64 bits, il est un multi-tâches non préemptif, multi-cœur, il est dans le domaine public, open source, ring-0-only, single address space, sans gestion d'internet. Il s’agit d’un système d'exploitation PC conçu pour la programmation récréative. Le système d'exploitation fonctionne sur 8 bits ASCII avec des graphiques dans le code source et dispose d'une bibliothèque graphique 2D et 3D, qui fonctionnent en 640×480 VGA, avec 16 couleurs. Comme la plupart des systèmes d'exploitation modernes, il prend en charge le clavier et la souris. Il supporte les systèmes de fichiers ISO 9660, FAT32 et RedSea (le dernier créé par Terry A. Davis) avec support pour la compression de fichiers. Selon Terry A. Davis, bon nombre de ces spécifications - comme la résolution 640×480, l'affichage en 16 couleurs et la voix audio unique lui ont été données par Dieu. Il a expliqué que la résolution limitée avait pour but de faciliter aux enfants le dessin d'illustrations pour Dieu.
Le système d'exploitation comprend un simulateur de vol original, un compilateur et un noyau. Un programme intégré, "After Egypt", un jeu dans lequel le joueur se rend dans un buisson ardent pour utiliser un "chronomètre rapide". Le chronomètre est conçu pour agir comme un oracle qui génère un texte pseudo-aléatoire, quelque chose que Terry A. Davis a comparé à une planche Ouija et à une glossolalie. 

Un exemple de texte généré :
parmi les résultats consignés perversité vérifiés résultat pénalement vérifié déclaré tenu sensationnel raisonné ciel adversité Lèvre dakota Souffrir s'est approché promulguer déplacer fête déplacer Canst pearl faire l'aumône ne rien comprendre.
TempleOS a été écrit dans un langage de programmation développé par Terry A. Davis en C et C++, appelé "HolyC".  Il est utilisé pour interagir avec le shell, et pour écrire et exécuter des applications depuis le shell.
L'IDE fourni avec TempleOS prend en charge plusieurs fonctionnalités, comme l'intégration d'images dans le code. Il utilise un format texte non standard (connu sous le nom de DolDoc) qui prend en charge les liens hypertextes, les images et les maillages 3D à intégrer dans des fichiers ASCII qui sont par ailleurs standard. Un fichier peut comporter un modèle 3D tournant d'un réservoir sous forme de commentaire dans le code source. Le code peut être compilé en JIT. Davis a finalement écrit plus de 100 000 lignes de code pour le système d'exploitation.

## Réception des critiques
TempleOS a reçu des critiques plutôt favorables. Le journaliste David Cassel, spécialiste des technologies, a estimé que cela était dû en partie au fait que "les sites de programmation ont essayé de trouver la patience et la compréhension nécessaires pour s'adapter à Davis". 
TechRepublic et OSNews ont publié des articles positifs sur le travail de Davis, même si ce dernier a été banni pour des commentaires hostiles visant ses lecteurs et son personnel. Dans sa revue pour TechRepublic, James Sanders a conclu que "TempleOS est un témoignage du dévouement et de la passion d'un homme qui a fait preuve de ses prouesses technologiques. Il n'y a rien de plus à faire". Le rédacteur en chef d'OSNews, Kroc Camen, a écrit que l'OS « montre que l'informatique peut encore être un hobby ; pourquoi tout le monde est-il si sérieux de nos jours ? Si je veux coder un système d'exploitation qui utilise la danse interprétative comme méthode d'entrée, je devrais être autorisé à le faire, et que des sociétés comme Apple aillent se faire voir ». En 2017, l'OS a été présenté dans le cadre d'une exposition d'art outsider à Bourogne, en France. 
Après la mort de Terry A. Davis, le rédacteur en chef d'OSNews Thom Holwerda a écrit : « Davis était clairement un programmeur doué — écrire un système d'exploitation entier n'est pas une mince affaire — et il était triste de le voir affecté par sa maladie mentale ». Un fan a décrit Terry A Davis comme une « légende de la programmation », tandis qu'un autre, ingénieur en informatique, a comparé le développement de TempleOS à un gratte-ciel construit par un seul homme. L'ingénieur avait déjà longuement parlé à Terry A. Davis et pensait que celui-ci aurait pu être un « Steve Jobs » ou un « Steve Wozniak » si sa maladie ne l’avait pas handicapé. Il a ajouté que « cela me sidère qu'un seul homme ait écrit tout cela » et qu'il était « difficile pour un profane de comprendre quel exploit phénoménal » c'est que d'écrire tout un système d'exploitation tout seul.